# Arquitectura de puerta y ventana

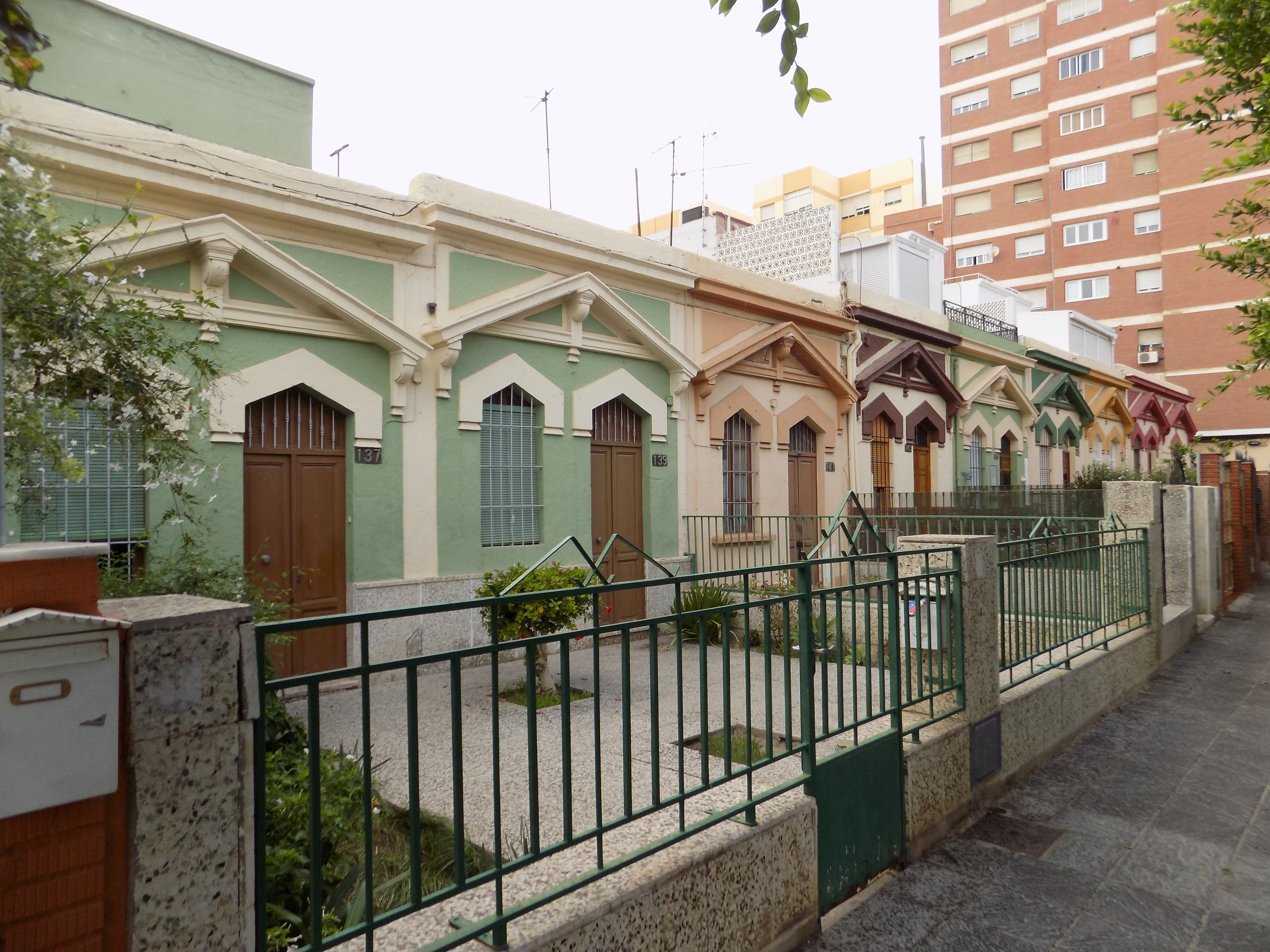
Varias casas de puerta y ventana alineadas en la Rambla de Belén.

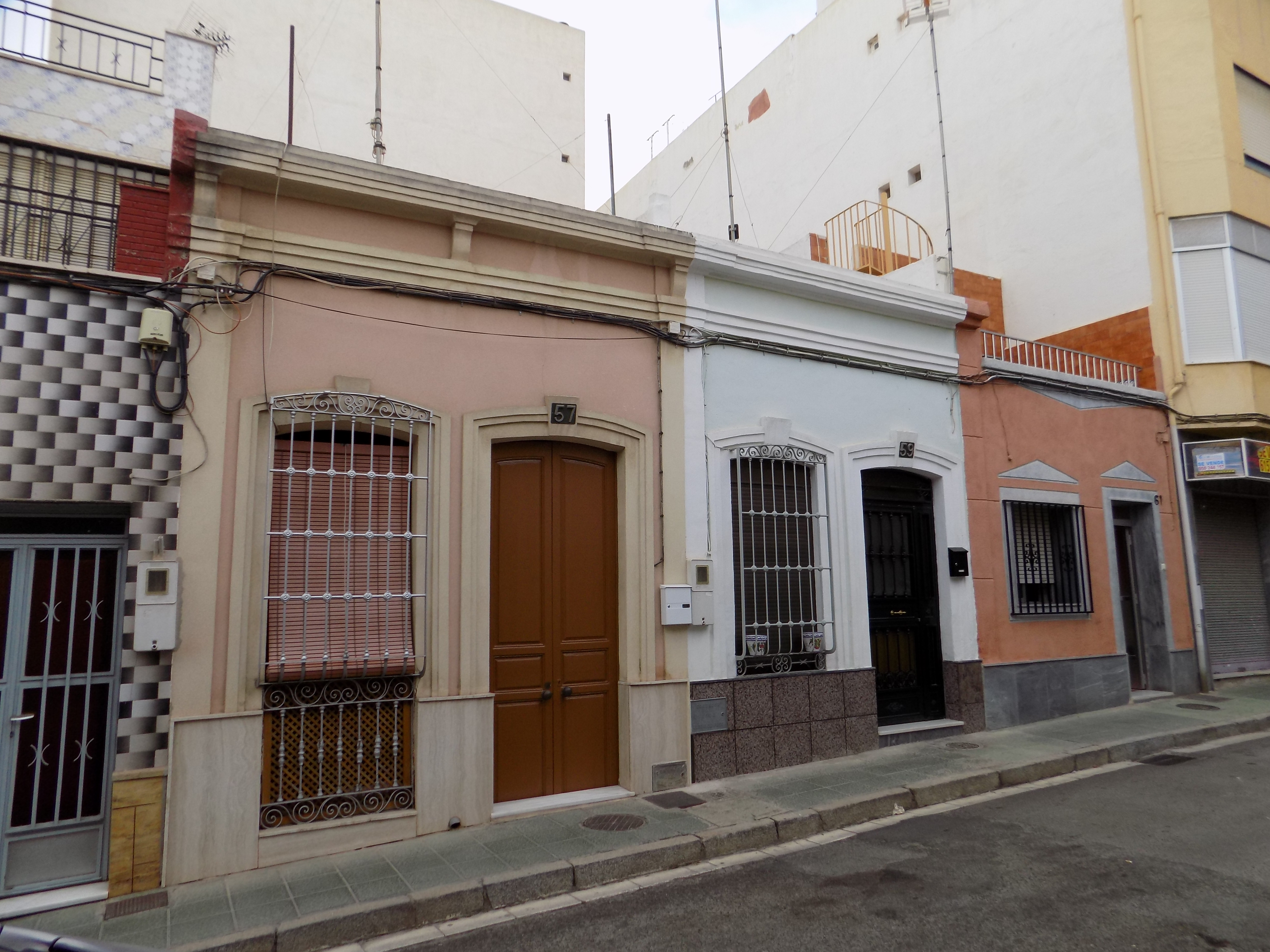

La arquitectura de puerta y ventana es un estilo arquitectónico desarrollado desde finales del siglo XIX en la provincia de Almería. Su diseño básico consiste en una planta estrecha y alargada, que implica una corta fachada, la cual apenas presenta una puerta de entrada a la vivienda y una ventana que iluminaría la estancia principal, dejando poco espacio al ornamento.

## Contexto
La ciudad de Almería vivió un intenso desarrollo durante la mediados del siglo XIX, debido principalmente al auge de la minería y de su industria auxiliar, casi triplicando así la población en apenas un cuarto de siglo. Este vertiginoso aumento del número de habitantes provocó que igualmente se construyeran una gran cantidad de infraviviendas, ya que no existía suficiente oferta inmobiliaria en el momento.
El consistorio local promovió la creación de barrios destinados a la población obrera, en paralelo a la de los ensanches de carácter más burgués, con un planteamiento ortogonal de calles espaciosas (Aunque a día de hoy se consideren angostas), y con viviendas de planta baja con un diseño estrecho y alargado que permitiera una gran densidad de alojamientos.

## Historia
Las murallas de Jairán constituían una barrera para la expansión urbanística de la ciudad, por lo que hacia 1855 se procedió a su progresiva destrucción. Una vez eliminada esta traba, el arquitecto Joaquín Cabrera acomete la creación de 14 manzanas, que el arquitecto municipal Trinidad Cuartara modificó para alojar hasta 243 viviendas de puerta y ventana, significando los inicios de esta arquitectura. El mismo arquitecto, hacia 1888 desarrolló una idea a petición del Ayuntamiento de Almería, para acometer la urbanización del por entonces conocido como huerto del Jaruga, a poniente de la actual plaza de toros, siendo este el mayor proyecto urbanístico de la provincia de todo el siglo.

## Principales autores
- Trinidad Cuartara
- Guillermo Langle Rubio
- Enrique López Rull
- Gabriel Pradal Gómez